# Dicranomyia (Neoglochina) moniligera
Dicranomyia (Neoglochina) moniligera is een tweevleugelige uit de familie steltmuggen (Limoniidae). De soort komt voor in het Neotropisch gebied.